# Morandé 80

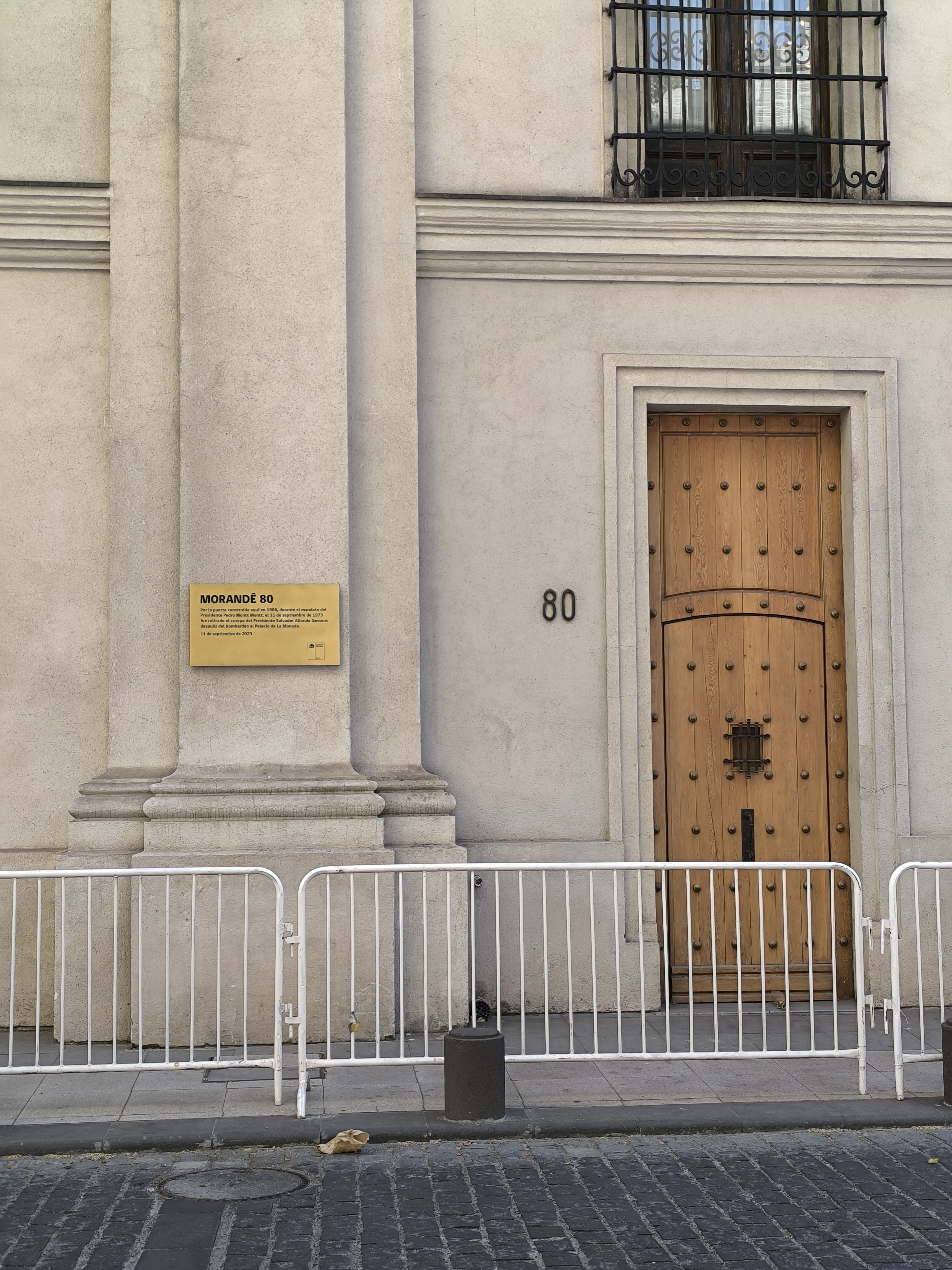
Morandé 80 (marzo de 2025).

Morandé 80 es la puerta ubicada en calle Morandé en la fachada este del Palacio de La Moneda, en Santiago de Chile. 

## Historia

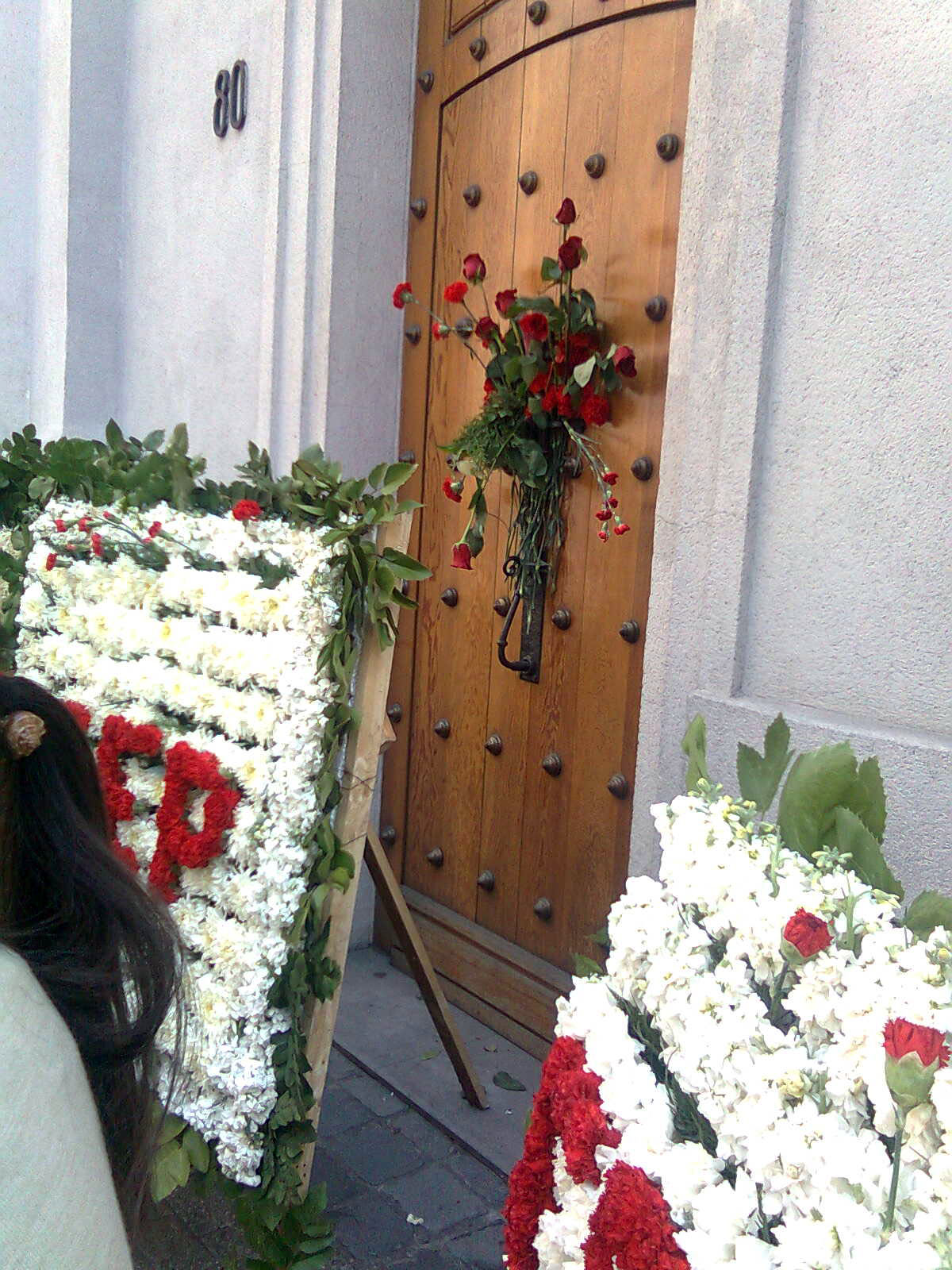
Flores en la puerta de Morandé 80, el 11 de septiembre de 2009.

La puerta fue construida en 1906 por el presidente de Chile, Pedro Montt Montt, quien antes de trasladarse a La Moneda con su esposa, mandó a arreglar las habitaciones del palacio, y abrir una puerta hacia la calle Morandé con la finalidad de poder entrar al palacio de manera informal (no recibiendo el saludo protocolar de honor de la Guardia Presidencial). Hasta 1958 el presidente vivía en La Moneda, y usaba esta puerta para entrar a la residencia presidencial. También era por donde salía en forma simbólica después de terminar su mandato presidencial.[cita requerida]
Durante el golpe de Estado del 11 de septiembre de 1973, los restos mortales del presidente Salvador Allende fueron retirados por Morandé 80, y luego de la reconstrucción del palacio, la puerta fue cubierta por orden de Augusto Pinochet, de tal forma de evitar su simbolismo. Sin embargo, la dirección de esa puerta fue usada como símbolo por los partidarios de Allende y la Unidad Popular. El 11 de septiembre de 2003, 30 años después del golpe militar, el presidente Ricardo Lagos Escobar reabrió la puerta durante una ceremonia televisada.
El 9 de septiembre de 2023, en el marco de la conmemoración de los 50 años del golpe de Estado de 1973, fue inaugurado frente a la puerta de Morandé 80 un memorial que contiene los nombres de 37 personas que se encontraban en el interior al momento del ataque de las fuerzas golpistas y que fueron posteriormente detenidas, ejecutadas y/o detenidas desaparecidas. Un día después, se instaló junto a la puerta una placa conmemorativa por los 50 años que dice:

MORANDÉ 80

Por la puerta construida aquí en 1906, durante el mandato del Presidente Pedro Montt Montt, el 11 de septiembre de 1973 fue retirado el cuerpo del Presidente Salvador Allende Gossens después del bombardeo al Palacio de La Moneda.

11 de septiembre de 2023
Gobierno de Chile

## Arquitectura de la entrada

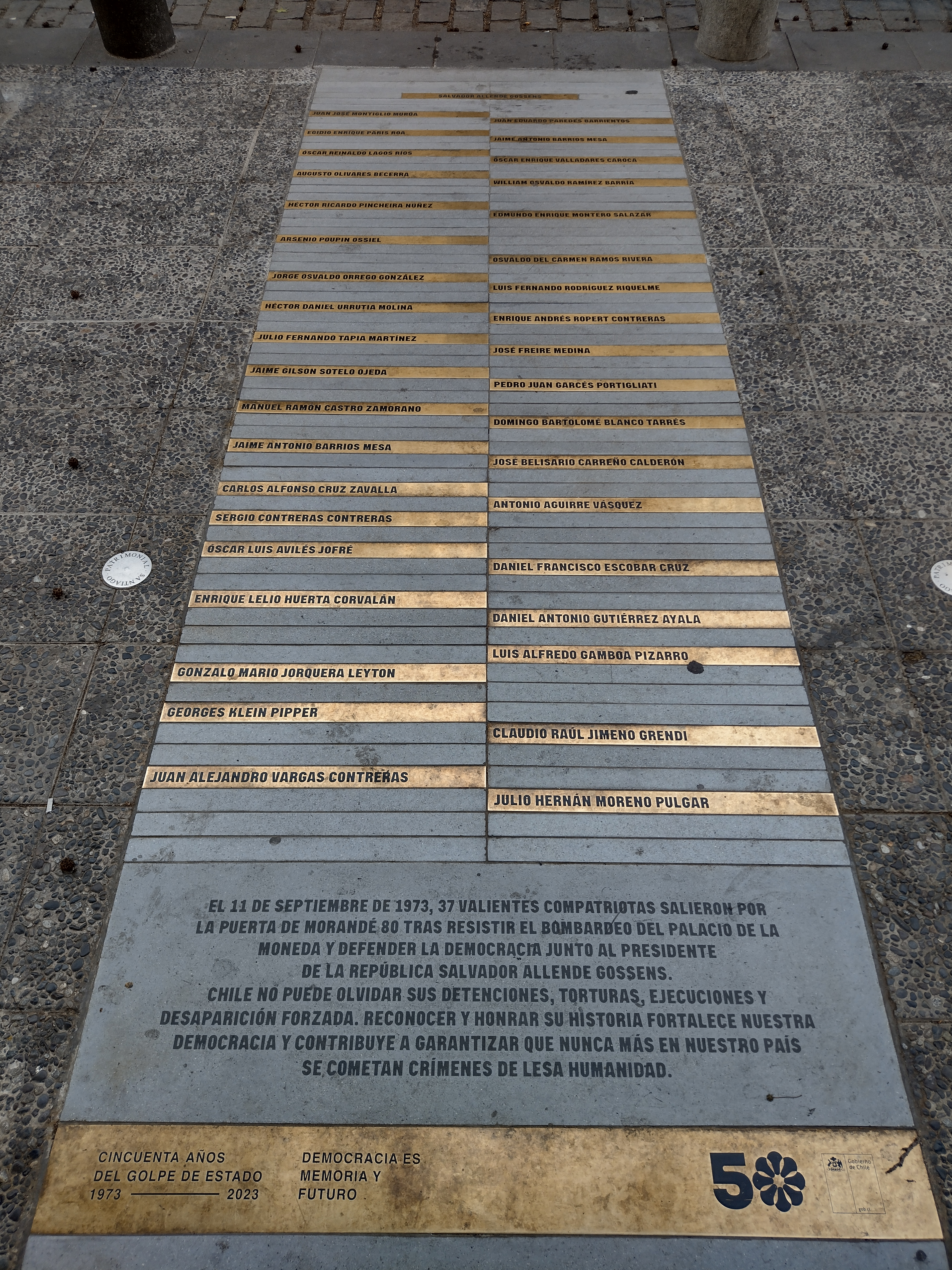
Memorial inaugurado en 2023 frente a Morandé 80.

La nueva puerta de Morandé 80 es una reproducción de la que existía hasta la dictadura militar, de aproximadamente 300 kg. La Dirección Nacional de Arquitectura del Ministerio de Obras Públicas diseñó la puerta para seguir con el estilo arquitectónico del palacio, con tropeles de bronce y una mirilla de fierro forjado. Esta nueva puerta fue fabricada por dos carpinteros artesanos de la comuna de El Monte, de nombres Francisco Alvarado López y Manuel Loyola, su fabricación fue realizada en un pequeño taller de la comuna de Cerrillos y demoró aproximadamente dos meses.
La puerta da a un pequeño salón donde existe una exhibición de las medallas con las figuras de los presidentes de Chile, y es lugar frecuente por donde ingresan los turistas visitantes al Palacio de La Moneda.